# Petr Kanko
Petr Kanko (* 7. únor 1984, Příbram) je bývalý český hokejový útočník.

## Hráčská kariéra
- 2000-2001 HC Sparta Praha
- 2001-2002 Kitchener Rangers OHL
- 2002-2003 Kitchener Rangers OHL - vítěz Memorial Cupu
- 2003-2004 Kitchener Rangers OHL, Manchester Monarchs AHL
- 2004-2005 Manchester Monarchs AHL
- 2005-2006 Los Angeles Kings NHL, Manchester Monarchs AHL
- 2006-2007 Manchester Monarchs AHL
- 2007-2008 Manchester Monarchs AHL, Reading Royals ECHL
- 2008-2009 HC Oceláři Třinec
- 2009-2010 HC Oceláři Třinec
- 2010-2011 HC Slovan Ústečtí Lvi (2. liga), HC Benzina Litvínov (extraliga)
- 2011-2012 Orli Znojmo (Rakousko)
- 2012-2013 HC Frýdek-Místek (2. liga) HC AZ Havířov 2010 (2. liga)
- 2014-2015 MsHK Garmin Žilina (Slovensko)
- 2015-2016 HC AZ Havířov 2010 (1. liga), HC Oceláři Třinec (extraliga)
- 2016-2017 HC Frýdek-Místek (1. liga), HC AZ Havířov 2010 (1. liga), PSG Zlín (extraliga)
- 2017-2018 HC AZ Havířov 2010 (1. liga)
- 2018-2019 HC RT TORAX Poruba (1. liga), Berani Zlín (extraliga)
- 2019-2020 HC RT TORAX Poruba (1. liga)
- 2020-2021 HC RT TORAX Poruba (1. liga)
- 2021-2022 HC RT TORAX Poruba (1. liga)